# Равич, Сарра Наумовна
Са́рра Нау́мовна Ра́вич (псевдоним — О́льга; 1879—1957) — деятель российского революционного движения. Первая жена Г. Е. Зиновьева.

## Биография

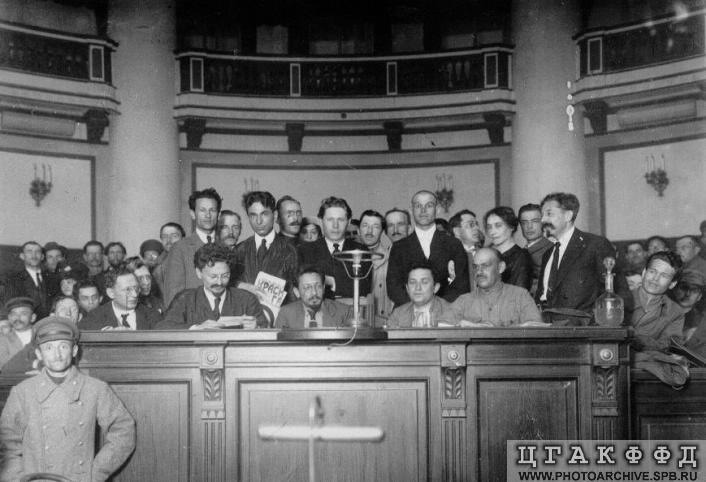
Второй съезд Советов Северной области, президиум съезда. Петроград, 1 августа 1918 года. Фото К. Буллы. На фото: нижний ряд, слева направо: М. С. Урицкий, Л. Д. Троцкий, Я. М. Свердлов, Г. Е. Зиновьев, М. М. Лашевич; верхний ряд, слева направо: М. М. Харитонов, М. И. Лисовский, Корсак, С. С. Зорин, С. П. Восков, С. И. Гусев, С. Н. Равич, И. П. Бакаев, Н. Н. Кузьмин.

Родилась 1 августа 1879 года в Витебске в еврейской семье. Отец — лавочник Нохим Лейб Равич. Мать — Голда, урождённая Яхним. Член РСДРП с 1903 года. В июне 1906 года уехала в Париж. В Париже провела 6 месяцев, а затем переехала в Женеву. Здесь познакомилась с Григорием Зиновьевым и стала его женой (кратковременный брак). Училась на философском отделении Женевского университета.
В 1908 году арестована в Мюнхене в связи с делом о разбойном нападении в Тифлисе, когда пыталась разменять купюры, похищенные во время ограбления. Не позднее 1911 года вышла замуж за экономиста Вячеслава Алексеевича Карпинского, вместе с мужем руководила в Женеве библиотекой имени Г. А. Куклина.
Вернулась в Россию в 1917 году в пломбированном вагоне вместе с Лениным, Зиновьевым и его второй женой Златой Ионовной Лилиной с сыном Стефаном. Активно участвовала в партийной работе, выполняла поручения Ленина и ЦК ВКП(б). В 1917 — член Петроградского комитета РСДРП(б). После убийства Урицкого исполняла обязанности комиссара внутренних дел Северной области. Была делегатом многих партийных съездов. Член Центральной контрольной комиссии РКП(б) (1924—1925). В 1918 примыкала к «левым коммунистам». В 1920 году стала первым уполномоченным Народного комиссариата иностранных дел в Петрограде.
Написала воспоминания «За порогом жизни», статьи о философских и политических взглядах Н. Г. Чернышевского, В. М. Гаршина и других.

### Аресты, заключения и ссылки
С 1922 г. состояла в Московском отделении Всесоюзного общества старых большевиков. Активная участница оппозиции в 1926—1927 гг. В 1927 году исключена из партии, в 1928 году восстановлена. В 1935 году вновь исключена «за контрреволюционную деятельность». Перед арестом — управляющая Воронежским трестом кондитерских изделий. 12 декабря 1934 арестована и выслана в ссылку в Якутию на 5 лет.
Затем арестовывалась также в 1937, 1946 и 1951 годах и была освобождена только в 1954 году решением МВД и Прокуратуры СССР со снятием судимости, но полностью в судебном порядке не реабилитирована. Умерла в доме престарелых.